# OKD

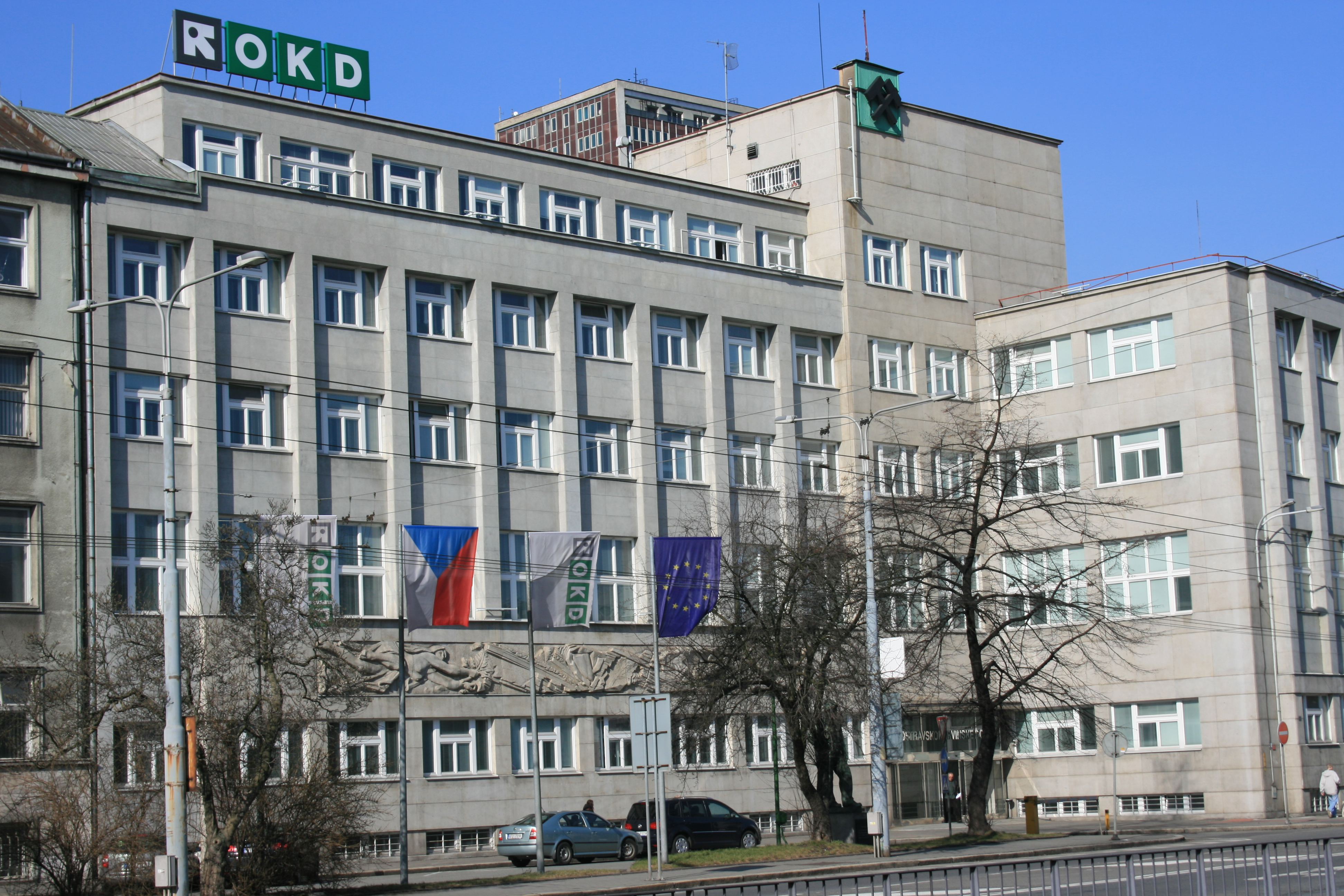
Bývalé sídlo společnosti OKD – Ostrava

OKD, a.s., (do 21. ledna 1991 Ostravsko-karvinské doly, akciová společnost) je těžební firma se sídlem v Karviné. Hlavní činností je těžba černého uhlí. OKD je od dubna 2018 vlastněná akciovou společností Prisko, jejímž jediným akcionářem je Ministerstvo financí ČR.. Firma patří mezi největší zaměstnavatele v Moravskoslezském kraji, když v ní na konci roku 2022 pracovalo 2 568 vlastních zaměstnanců a 730 pracovníků dodavatelských společností.

## Historie

### Vznik OKD

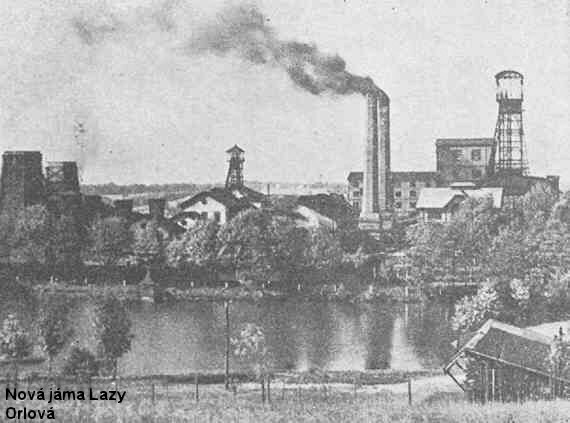
Důl Lazy (pohlednice z počátku 20. století)

Po skončení 2. světové války bylo dekretem, který prezident Edvard Beneš podepsal 24. října 1945, znárodněno šest těžařských společností vlastnících doly v Ostravsko-karvinském revíru:
- Báňská a hutní společnost v Praze – 8 dolů
- Vítkovické kamenouhelné doly v Ostravě – 7 dolů
- Severní dráha Ferdinandova v Praze – 4 doly
- Ostravské kamenouhelné doly a koksovna Jana Wilczka ve Slezské Ostravě – 3 doly
- Kamenouhelné doly Orlová-Lazy v Doubravě – 3 doly
- Larisch-Mönnichovy kamenouhelné závody a koksovna v Karviné – 5 dolů

Na základě vyhlášky ministra průmyslu z 7. března 1946 byly všechny tyto doly – včetně již dříve státních dolů Evžen a Václav – začleněny do národního podniku Ostravsko-karvinské kamenouhelné doly Ostrava. Spolu s uhelnými doly se v tomto podniku ocitly i koksovny, elektrárny, stavební podniky, statky a lesy. K 1. lednu 1950 pak byl název podniku změněn na Ostravsko-karvinské doly, národní podnik.

### Organizační změny v letech 1951 až 1977

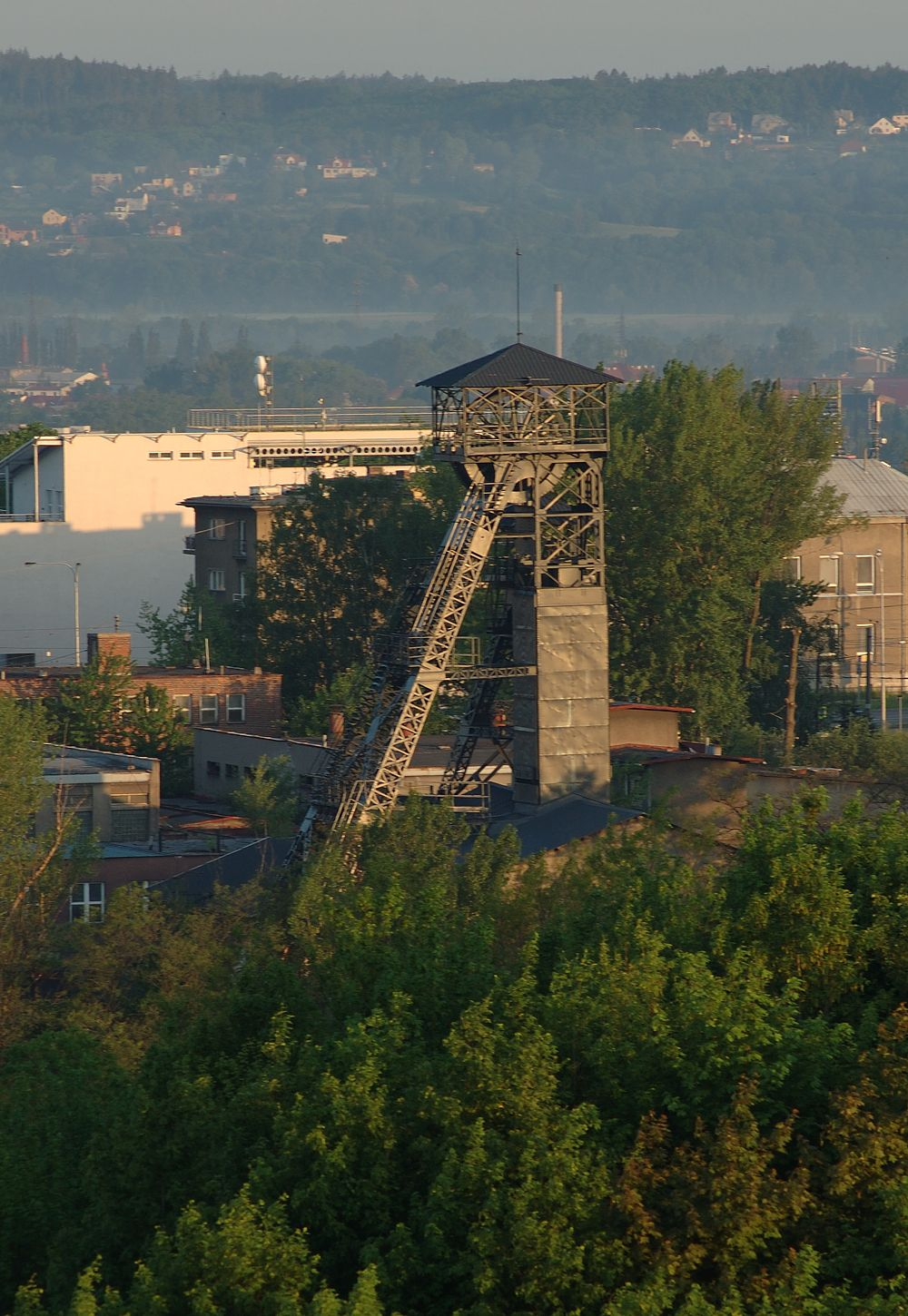
Zachovaná těžní věž dolu Petr Bezruč

Národní podnik Ostravsko-karvinské doly byl k 31. 12. 1951 zrušen a nahrazen Kombinátem ostravsko-karvinských dolů. K témuž datu pak byly v rámci Kombinátu zřízena čtyři obvodní ředitelství (od 1. 1. 1956 se nazývaly trusty), do kterých byly začleněny jednotlivé doly:
- OKD – obvodní ředitelství Ostrava-sever, n. p., pro doly Urx, Lidice, Generál Svoboda, Stachanov, Stalin, Petr Bezruč, Petr Cingr, Michálka a Trojice
- OKD – obvodní ředitelství Ostrava-jih, n. p., pro doly Jan Šverma, Odra, Hlubina, Generál Jeremenko, Zárubek a Jan Maria
- OKD – obvodní ředitelství Karviná, n. p., pro doly Mír, 1. máj, Doubrava, Čs. armáda, Prezident Gottwald
- OKD – obvodní ředitelství Orlová, n. p., pro doly Ludvík, Pokrok, Hedvika, Evžen, Václav, Žofie, Antonín Zápotocký a Dukla

Páté obvodní ředitelství pak spravovalo koksovny. Ostatní činnosti řídil přímo Kombinát OKD a teprve později byly vyčleněny do národních podniků v rámci Kombinátu OKD. V roce 1957 byly stavební podniky z jednotlivých trustů vyčleněny a byl z nich vytvořen národní podnik OKD Báňské stavby. Podobně byly vytvořeny národní podniky OKD – Správa sídlišť.
Ovšem k 1. dubnu 1958 byl Kombinát OKD zrušen a nahrazen Sdružením OKD, ke kterému byly přičleněny pouze aktivity zabezpečující potřeby revíru. Další reorganizace proběhla k 1. 7. 1965, kdy vznikla státní hospodářská organizace Ostravsko-karvinské doly, oborové ředitelství Ostrava.
Toto ředitelství opět vydrželo jen několik let, neboť k 1. 1. 1977 ji nahradila organizace Ostravsko-karvinské doly, koncern, se sídlem v Ostravě. Tento koncern se členil do 24 koncernových podniků a 9 koncernových účelových organizací. Tato organizační struktura pak vydržela až do konce 80. let.

### Vývoj OKD v 90. letech

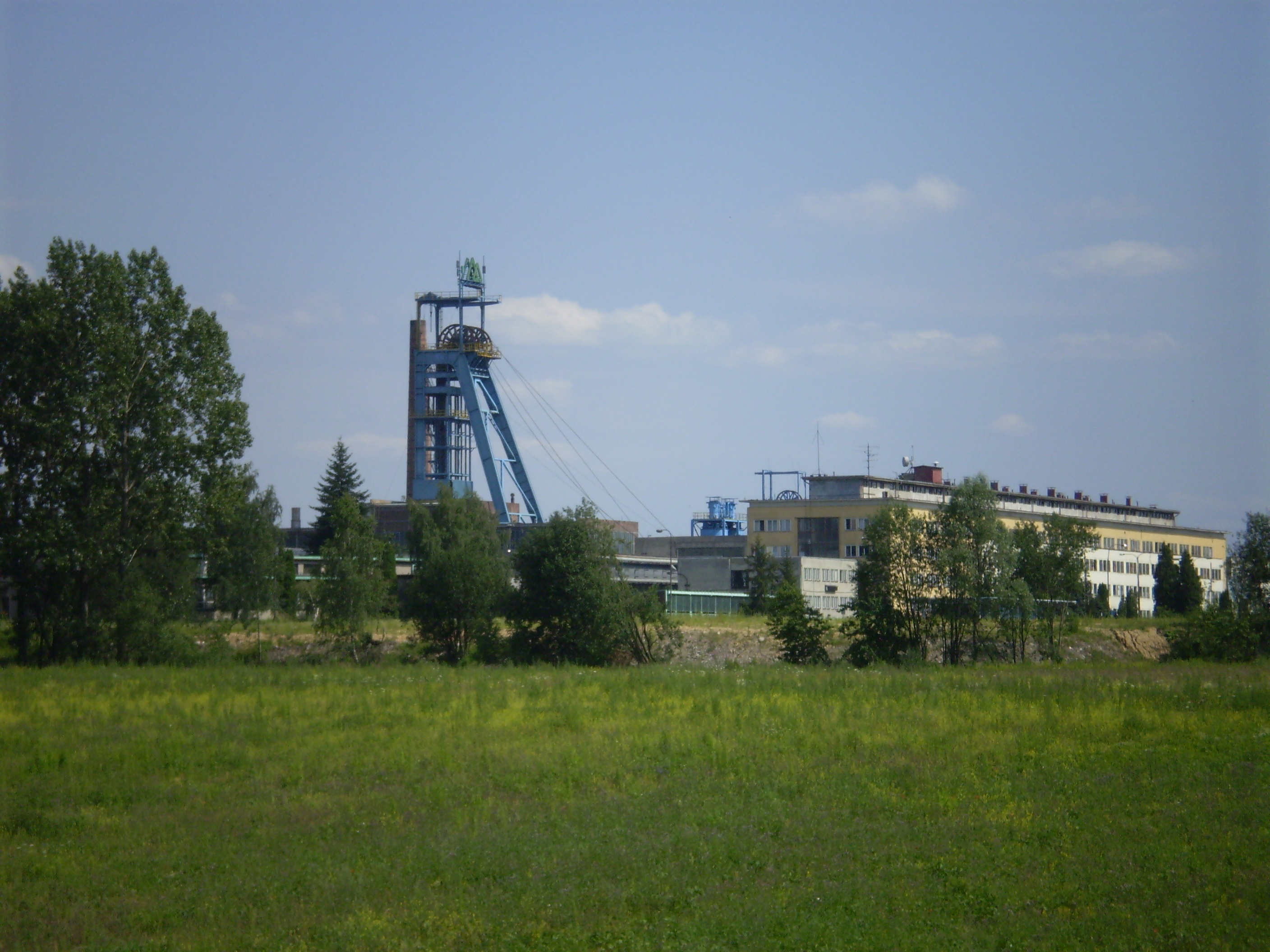
Důl 9. květen

Již 1. listopadu 1990 byl z OKD vyčleněn Důl ČSM ve Stonavě, který se 24. února 1993 stal společně s dolem Kladno v Libušíně a dolem Tuchlovice součástí nově utvořené společnosti Českomoravské doly, která byla privatizována.
K 31. 12. 1990 byl státní podnik OKD bez likvidace zrušen a jako právní nástupce byla k 21. lednu 1991 zřízena akciová společnost Ostravsko-karvinské doly (OKD), jejímž jediným akcionářem byl stát. V následujících letech probíhala v rámci firmy restrukturalizace, kdy byly důlní i povrchové činnosti sloučeny do větších organizačních celků: vnitřních organizačních jednotek (VOJ) a dceřiných společností.
Současně probíhal rychlý útlum těžby, především v ostravské a petřvaldské části revíru. S tím souviselo také významné snižování počtu zaměstnanců OKD. V období let 1990–2001 skončila těžba ve 14 dobývacích prostorech v ostravské a petřvaldské části revíru, na území o velikosti 180 km2.
V průběhu 90. let také proběhla částečná privatizace OKD, především prostřednictvím kupónové privatizace, část akcií OKD získaly také obce. V roce 1997 bylo sníženo základní jmění tak, že Fond národního majetku České republiky ztratil ve společnosti majoritu. Prostřednictvím brokerské společnosti začal akcie mimo vlastnictví FNM skupovat ostravský podnikatel Stanislav Pros. Zanedlouho získal stejný podíl jako FNM a klíčovým se stal 5 % podíl ve vlastnictví severomoravských obcí. Ty se mu podařilo získat a v roce 1998 na valné hromadě OKD vystupoval jako majoritní vlastník.
Do celé věci se pak vložili manažeři OKD Petr Otava a Viktor Koláček (a Jan Przybyla); jejich společnost K.O.P. (vlastnící podíly v Českomoravských dolech, Metalimexu a Sokolovské uhelné) a nově založená Karbon invest (zřejmě ve vlastnictví Stanislava Prose). OKD si půjčila 2,5 miliardy Kč od IPB. V průběhu středy 14. října 1998 pak OKD od manažerů kupuje K.O.P. za 3,9 mld, K.O.P. posílá 2,4 mld Karbon investu, Karbon invest tuto částku posílá Stanislavu Prosovi a získává za ní majoritní podíl v OKD. Následně K.O.P. posílá zbylé 1,5 mld na účet neznámé kyperské společnosti Lagur (zřejmě ve vlastnictví Stanislava Prose), za které pro manažery kupuje společnost Karbon invest. Manažeři tak získali majoritní podíl v OKD (a tedy i majetek své K.O.P.) bez vynaložení koruny navíc. Tomáš Ježek tyto transakce označil jako kapitálový incest. Policie později celou věc dlouho vyšetřovala, dostatek důkazů pro zahájení trestního stíhání manažerů však nenašla. Manažeři nakonec byli v roce 2003 obviněni za pozdější transakce mezi Karbon investem a OKD (a Českomoravskými doly). OKD při nich měla přijít o více než 2 mld Kč. Soud nakonec v červnu 2009 manažery osvobodil. Státní zástupce chtěl ve věci podat odvolání, to mu ale nadřízený zakázal.

## Přehled pojmenování dolů a jejich organizace, slučování v Ostravské části OKR[11]
| Rok založení | Původní název       | Majitel v roce 1945 | Název po roce 1945 | Změny názvu, slučování, ukončení provozu   | Změny názvu, slučování, ukončení provozu   | Změny názvu, slučování, ukončení provozu   | Změny názvu, slučování, ukončení provozu   | Změny názvu, slučování, ukončení provozu   | Změny názvu, slučování, ukončení provozu | Změny názvu, slučování, ukončení provozu | Změny názvu, slučování, ukončení provozu | Změny názvu, slučování, ukončení provozu | Změny názvu, slučování, ukončení provozu   |                                      |                                      |
| ------------ | ------------------- | ------------------- | ------------------ | ------------------------------------------ | ------------------------------------------ | ------------------------------------------ | ------------------------------------------ | ------------------------------------------ | ---------------------------------------- | ---------------------------------------- | ---------------------------------------- | ---------------------------------------- | ------------------------------------------ | ------------------------------------ | ------------------------------------ |
| 1835         | Anselm              | VKD                 | Masaryk I.         | 1946 E. Urx                                | 1964 OKD Důl Vítězný únor                  | Závod 2                                    | 1990 OKD Důl Odra, k. p.                   | 1992 OKD a. s. Důl Oda, o. z.              | † 1992                                   | 1993 Hornické muzeum                     | 1993 Hornické muzeum                     | OKD a.s. Důl Odra, o.z.                  | Hornické muzeum OKD, o.z.                  | Hornické muzeum OKD, o.z.            | 2010 LANDEK PARK – Hornické muzeum   |
| 1846         | Jáma X. Jindřich    | SDF                 | Jindřich           | 1947 Generál Svoboda                       | 1964 OKD Důl Vítězný únor                  | Závod 1                                    | 1990 OKD Důl Odra, k. p.                   | 1992 OKD a. s. Důl Oda, o. z.              | † 1976                                   |                                          |                                          | OKD a.s. Důl Odra, o.z.                  | 1999 KARBON INVEST OKD, a.s. Důl Odra o.z. | 2002 DIAMO, s.p. odštěpný závod Odra | 2002 DIAMO, s.p. odštěpný závod Odra |
| 1849         | František           | SDF                 | František          | 1947 Generál Svoboda                       | 1964 OKD Důl Vítězný únor                  | Závod 1                                    | 1990 OKD Důl Odra, k. p.                   | 1992 OKD a. s. Důl Oda, o. z.              | † 1994                                   |                                          |                                          | OKD a.s. Důl Odra, o.z.                  | 1999 KARBON INVEST OKD, a.s. Důl Odra o.z. | 2002 DIAMO, s.p. odštěpný závod Odra | 2002 DIAMO, s.p. odštěpný závod Odra |
| 1855         | Hubert              | SDF                 | Hubert             | 1946 Stachanov                             | 1964 OKD Důl Vítězný únor                  | Závod 3                                    | 1990 OKD Důl Odra, k. p.                   | 1992 OKD a. s. Důl Oda, o. z.              | † 1992                                   |                                          |                                          | OKD a.s. Důl Odra, o.z.                  | 1999 KARBON INVEST OKD, a.s. Důl Odra o.z. | 2002 DIAMO, s.p. odštěpný závod Odra | 2002 DIAMO, s.p. odštěpný závod Odra |
| 1871         | Jiří                | SDF                 | Jiří               | † 1957                                     | 1964 OKD Důl Vítězný únor                  |                                            | 1990 OKD Důl Odra, k. p.                   | 1992 OKD a. s. Důl Oda, o. z.              |                                          |                                          |                                          | OKD a.s. Důl Odra, o.z.                  | 1999 KARBON INVEST OKD, a.s. Důl Odra o.z. | 2002 DIAMO, s.p. odštěpný závod Odra | 2002 DIAMO, s.p. odštěpný závod Odra |
| 1895         | Oskar               | VKD                 | Masaryk II.        | 1951 Lidice 1954 E. Urx                    | 1964 OKD Důl Vítězný únor                  | † 1967 Závod 2                             | 1990 OKD Důl Odra, k. p.                   | 1992 OKD a. s. Důl Oda, o. z.              |                                          |                                          |                                          | OKD a.s. Důl Odra, o.z.                  | 1999 KARBON INVEST OKD, a.s. Důl Odra o.z. | 2002 DIAMO, s.p. odštěpný závod Odra | 2002 DIAMO, s.p. odštěpný závod Odra |
| 1921         | Koblov              | OKR                 |                    |                                            | 1964 OKD Důl Vítězný únor                  | † 1967 Závod 2                             | 1990 OKD Důl Odra, k. p.                   | 1992 OKD a. s. Důl Oda, o. z.              | † 1992                                   |                                          |                                          | OKD a.s. Důl Odra, o.z.                  | 1999 KARBON INVEST OKD, a.s. Důl Odra o.z. | 2002 DIAMO, s.p. odštěpný závod Odra | 2002 DIAMO, s.p. odštěpný závod Odra |
| 1890         | Ignát               | BH                  | Inát               | 1947 Jan Šverma                            | 1947 Jan Šverma                            | 1947 Jan Šverma                            | 1947 Jan Šverma                            | 1947 Jan Šverma                            | † 1992                                   | 1993 Důl Odra                            | OKD a.s. Důl Odra, o.z.                  | OKD a.s. Důl Odra, o.z.                  | 1999 KARBON INVEST OKD, a.s. Důl Odra o.z. | 2002 DIAMO, s.p. odštěpný závod Odra | 2002 DIAMO, s.p. odštěpný závod Odra |
| 1907         | Odra                | BH                  | Odra               | 1954 Jan Šverma                            | 1954 Jan Šverma                            | 1954 Jan Šverma                            | 1954 Jan Šverma                            | 1954 Jan Šverma                            | † 1968                                   | 1993 Důl Odra                            | OKD a.s. Důl Odra, o.z.                  | OKD a.s. Důl Odra, o.z.                  | 1999 KARBON INVEST OKD, a.s. Důl Odra o.z. | 2002 DIAMO, s.p. odštěpný závod Odra | 2002 DIAMO, s.p. odštěpný závod Odra |
| 1961         | Jan Šverma          | n. p.               |                    | Závod Svinov                               | Závod Svinov                               | Závod Svinov                               | Závod Svinov                               | Závod Svinov                               | † 1992                                   | 1993 Důl Odra                            | OKD a.s. Důl Odra, o.z.                  | OKD a.s. Důl Odra, o.z.                  | 1999 KARBON INVEST OKD, a.s. Důl Odra o.z. | 2002 DIAMO, s.p. odštěpný závod Odra | 2002 DIAMO, s.p. odštěpný závod Odra |
| 1842         | Karolína            | VKD                 | † 1933             |                                            |                                            |                                            |                                            |                                            |                                          | OKD, a.s. Důl Ostrava                    | OKD a.s. Důl Odra, o.z.                  | OKD a.s. Důl Odra, o.z.                  | 1999 KARBON INVEST OKD, a.s. Důl Odra o.z. | 2002 DIAMO, s.p. odštěpný závod Odra | 2002 DIAMO, s.p. odštěpný závod Odra |
| 1845         | Šalamoun            | VKD                 | Šalamoun           | 1946 Laušman 1949 Hlubina                  | 1946 Laušman 1949 Hlubina                  | 1946 Laušman 1949 Hlubina                  | 1946 Laušman 1949 Hlubina                  | 1946 Laušman 1949 Hlubina                  | † 1969                                   | OKD, a.s. Důl Ostrava                    | OKD a.s. Důl Odra, o.z.                  | OKD a.s. Důl Odra, o.z.                  | 1999 KARBON INVEST OKD, a.s. Důl Odra o.z. | 2002 DIAMO, s.p. odštěpný závod Odra | 2002 DIAMO, s.p. odštěpný závod Odra |
| 1852         | Hlubina             | VKD                 | Hlubina            |                                            |                                            |                                            |                                            |                                            | † 1992                                   | OKD, a.s. Důl Ostrava                    | OKD a.s. Důl Odra, o.z.                  | OKD a.s. Důl Odra, o.z.                  | 1999 KARBON INVEST OKD, a.s. Důl Odra o.z. | 2002 DIAMO, s.p. odštěpný závod Odra | 2002 DIAMO, s.p. odštěpný závod Odra |
| 1891         | Louis               | VKD                 | Louis              | 1946 Gen. Jeremenko 1958 Hlubina – závod 2 | 1946 Gen. Jeremenko 1958 Hlubina – závod 2 | 1946 Gen. Jeremenko 1958 Hlubina – závod 2 | 1946 Gen. Jeremenko 1958 Hlubina – závod 2 | 1946 Gen. Jeremenko 1958 Hlubina – závod 2 | † 1993                                   | OKD, a.s. Důl Ostrava                    | OKD a.s. Důl Odra, o.z.                  | OKD a.s. Důl Odra, o.z.                  | 1999 KARBON INVEST OKD, a.s. Důl Odra o.z. | 2002 DIAMO, s.p. odštěpný závod Odra | 2002 DIAMO, s.p. odštěpný závod Odra |
| 1840         | Trojice             | W                   | Trojice            | 1961 Petr Bezruč                           | 1961 Petr Bezruč                           | 1967 Důl Ostrava                           | 1967 Důl Ostrava                           | 1967 Důl Ostrava                           | † 1968                                   | OKD, a.s. Důl Ostrava                    | OKD a.s. Důl Odra, o.z.                  | OKD a.s. Důl Odra, o.z.                  | 1999 KARBON INVEST OKD, a.s. Důl Odra o.z. | 2002 DIAMO, s.p. odštěpný závod Odra | 2002 DIAMO, s.p. odštěpný závod Odra |
| 1840         | Terezie             | VKD                 | Terezie            | 1946 Petr Bezruč                           | 1946 Petr Bezruč                           | 1967 Důl Ostrava                           | 1967 Důl Ostrava                           | 1967 Důl Ostrava                           | † 1992                                   | OKD, a.s. Důl Ostrava                    | OKD a.s. Důl Odra, o.z.                  | OKD a.s. Důl Odra, o.z.                  | 1999 KARBON INVEST OKD, a.s. Důl Odra o.z. | 2002 DIAMO, s.p. odštěpný závod Odra | 2002 DIAMO, s.p. odštěpný závod Odra |
| 1845         | Hermenegild         | SDF                 | Zárubek            |                                            |                                            | 1967 Důl Ostrava                           | 1967 Důl Ostrava                           | 1967 Důl Ostrava                           | † 1991                                   | OKD, a.s. Důl Ostrava                    | OKD a.s. Důl Odra, o.z.                  | OKD a.s. Důl Odra, o.z.                  | 1999 KARBON INVEST OKD, a.s. Důl Odra o.z. | 2002 DIAMO, s.p. odštěpný závod Odra | 2002 DIAMO, s.p. odštěpný závod Odra |
| 1849         | Jan Maria           | W                   | Jan Maria          | 1954 Zárubek                               | † 1963                                     | 1967 Důl Ostrava                           | 1967 Důl Ostrava                           | 1967 Důl Ostrava                           |                                          | OKD, a.s. Důl Ostrava                    | OKD a.s. Důl Odra, o.z.                  | OKD a.s. Důl Odra, o.z.                  | 1999 KARBON INVEST OKD, a.s. Důl Odra o.z. | 2002 DIAMO, s.p. odštěpný závod Odra | 2002 DIAMO, s.p. odštěpný závod Odra |
| 1896         | Alexander           | SDF                 | Zárubek            |                                            |                                            | 1967 Důl Ostrava                           | 1967 Důl Ostrava                           | 1967 Důl Ostrava                           | † 1991                                   | OKD, a.s. Důl Ostrava                    | OKD a.s. Důl Odra, o.z.                  | OKD a.s. Důl Odra, o.z.                  | 1999 KARBON INVEST OKD, a.s. Důl Odra o.z. | 2002 DIAMO, s.p. odštěpný závod Odra | 2002 DIAMO, s.p. odštěpný závod Odra |
| 1843         | Michael             | SDF                 | Michal             | 1946 Petr Cingr                            | 1946 Petr Cingr                            | 1966 Důl Rudý říjen                        | 1966 Důl Rudý říjen                        | 1966 Důl Rudý říjen                        | † 1993                                   | Důl Heřmanice                            | OKD a.s. Důl Odra, o.z.                  | OKD a.s. Důl Odra, o.z.                  | 1999 KARBON INVEST OKD, a.s. Důl Odra o.z. | 2002 DIAMO, s.p. odštěpný závod Odra | 2002 DIAMO, s.p. odštěpný závod Odra |
| 1865         | Michaeli (Michálka) | W                   | Michalka           | 1954 P. Cingr                              | † 1965                                     | 1966 Důl Rudý říjen                        | 1966 Důl Rudý říjen                        | 1966 Důl Rudý říjen                        |                                          | Důl Heřmanice                            | OKD a.s. Důl Odra, o.z.                  | OKD a.s. Důl Odra, o.z.                  | 1999 KARBON INVEST OKD, a.s. Důl Odra o.z. | 2002 DIAMO, s.p. odštěpný závod Odra | 2002 DIAMO, s.p. odštěpný závod Odra |
| 1873         | Ida                 | VKD                 | Viktoria           | 1946 Stalin                                | 1962 Důl Rudý říjen                        | 1966 Důl Rudý říjen                        | 1966 Důl Rudý říjen                        | 1966 Důl Rudý říjen                        | † 1962                                   | Důl Heřmanice                            | OKD a.s. Důl Odra, o.z.                  | OKD a.s. Důl Odra, o.z.                  | 1999 KARBON INVEST OKD, a.s. Důl Odra o.z. | 2002 DIAMO, s.p. odštěpný závod Odra | 2002 DIAMO, s.p. odštěpný závod Odra |
| 1942         | Viktoria            | VKD                 | Viktoria I.        | 1946 Stalin                                | 1962 Důl Rudý říjen                        | 1966 Důl Rudý říjen                        | 1966 Důl Rudý říjen                        | 1966 Důl Rudý říjen                        | † 1993                                   | Důl Heřmanice                            | OKD a.s. Důl Odra, o.z.                  | OKD a.s. Důl Odra, o.z.                  | 1999 KARBON INVEST OKD, a.s. Důl Odra o.z. | 2002 DIAMO, s.p. odštěpný závod Odra | 2002 DIAMO, s.p. odštěpný závod Odra |
| 1962         | Rychvald            | VKD                 |                    | Stalin, Rychvald                           | 1963 Důl Rudý říjen                        | 1966 Důl Rudý říjen                        | 1966 Důl Rudý říjen                        | 1966 Důl Rudý říjen                        | † 1995                                   | Důl Heřmanice                            | OKD a.s. Důl Odra, o.z.                  | OKD a.s. Důl Odra, o.z.                  | 1999 KARBON INVEST OKD, a.s. Důl Odra o.z. | 2002 DIAMO, s.p. odštěpný závod Odra | 2002 DIAMO, s.p. odštěpný závod Odra |

Vysvětlivky:
SDF – Doly Severní dráhy Ferdinandovy
BH – Báňská a hutní společnost
VKD – Vítkovické kamenouhelné doly
W – Wiczek
† – ukončení provozu

## OKD v novém tisíciletí
15. září 2004 schválila vláda Stanislava Grosse prodej 45,88 % akcií OKD vlastněných Fondem národního majetku. Následující den uzavřel Karbon Invest s FNM smlouvu na koupi akcií za 4,1 mld. Kč, takže poté vlastnil 95,89% akcií OKD. Dle médií a zprávy poradenské společnosti EY (ten ohodnotil podíl státu na 27,4 mld Kč) byl státní podíl ve společnosti prodán hluboko pod svojí tržní cenou. Politicky zodpovědným za privatizaci byl tehdejší ministr financí Bohuslav Sobotka. Ministerstvo financí 10. dubna 2014 přiznalo, že Evropské komisi v kauze OKD zaslalo zavádějící, či dokonce nepravdivé informace, na základě kterých pak Brusel privatizaci posvětil. Tuto zprávu pro Evropskou komisi zpracovali právníci kupující firmy Karbon Invest. V souvislosti s privatizací byl v roce 2014 obviněn znalec, který vypracoval posudek na ocenění podílu, z křivé výpovědi a nepravdivého znaleckého posudku; dva bývalí místopředsedové FNM, kteří připravovali smlouvu o prodeji státního podílu a vycházeli ze znaleckého posudku, byli obviněni z porušování povinnosti při správě cizího majetku. Těmito jednáními měla být podle obžaloby státu způsobena škoda ve výši nejméně 5,7 mld. Kč.
Krátce nato se vlastníkem Karbon Investu – a přeneseně tedy i OKD – stala firma Charles Capital, patřící kyperské společnosti RPG INDUSTRIES, za kterou stojí český finančník Zdeněk Bakala.
Po této majetkoprávní změně byly do OKD začleněny Českomoravské doly (v té době už s jediným činným dolem – ČSM) a od počátku roku 2006 probíhala restrukturalizace společnosti.
K 31. květnu 2006 tak firma OKD, a. s. formálně zanikla a její jmění přešlo na několik nástupnických společností (OKD, Mining, a. s., RPG Trading, s. r. o., RPG Transport, s. r. o., RPG Gas, s. r. o., RPG RE Residential, s. r. o., RPG RE Commercial, s. r. o., RPG RE Land, s. r. o.). K témuž datu byla společnost OKD, Mining, a. s. přejmenována na OKD, a.s.
V roce 2008 firma představila „Program optimalizace produktivity (POP 2010)“, v jehož rámci došlo k modernizaci razicích a dobývacích technologií za téměř 11 miliard korun. Program nemá svým rozsahem v těžařské branži ve střední Evropě obdoby. Nové technologie zvýšily produktivitu těžby, mezi lety 2009 a 2010 došlo k průměrnému nárůstu těžby v jednom porubu o 15 %. Program otevřel OKD cestu k těžbě uhelných zásob v místech, kde by to předcházejícími technologiemi nebylo technicky možné nebo ekonomicky efektivní.[zdroj?]
Firma v letech 2008–2010 zároveň realizovala program SAFETY 2010, když investovala více než půl miliardy korun do nákupu moderních pracovních bezpečnostních a ochranných pomůcek pro horníky. Tyto dva programy byly hlavními příčinami toho, že počet úrazů v dolech OKD každoročně klesá. Zatímco v roce 2009 firma reportovala 346 úrazů, v roce 2012 to bylo 238.
K roku 2014 byl výkonným ředitelem OKD Dale R. Ekmark, provozním ředitelem Pavel Hadrava, technickým ředitelem Václav Kopta, finanční ředitelkou Jarmila Ivánková, ředitelem vnějších vztahů Petr Jonák a ekonomicko-personálním ředitelem Jan Jurášek.
Společnost OKD se dostala do úpadku v roce 2016 kvůli klesajícím cenám uhlí a předluženosti. Insolvenční návrh na sebe podala sama firma. Věřitelé přihlásili u soudu pohledávky za více než 20 miliard korun, větší část z nich ale insolvenční správce popřel. Věřitelé, insolvenční správce i soud následně firmě schválili reorganizační plán. Akcie firmy v dubnu 2018 převzal státní podnik Prisko, vlastněný Ministerstvem financí ČR. Byla vytvořena firma Správa pohledávek OKD, a.s.

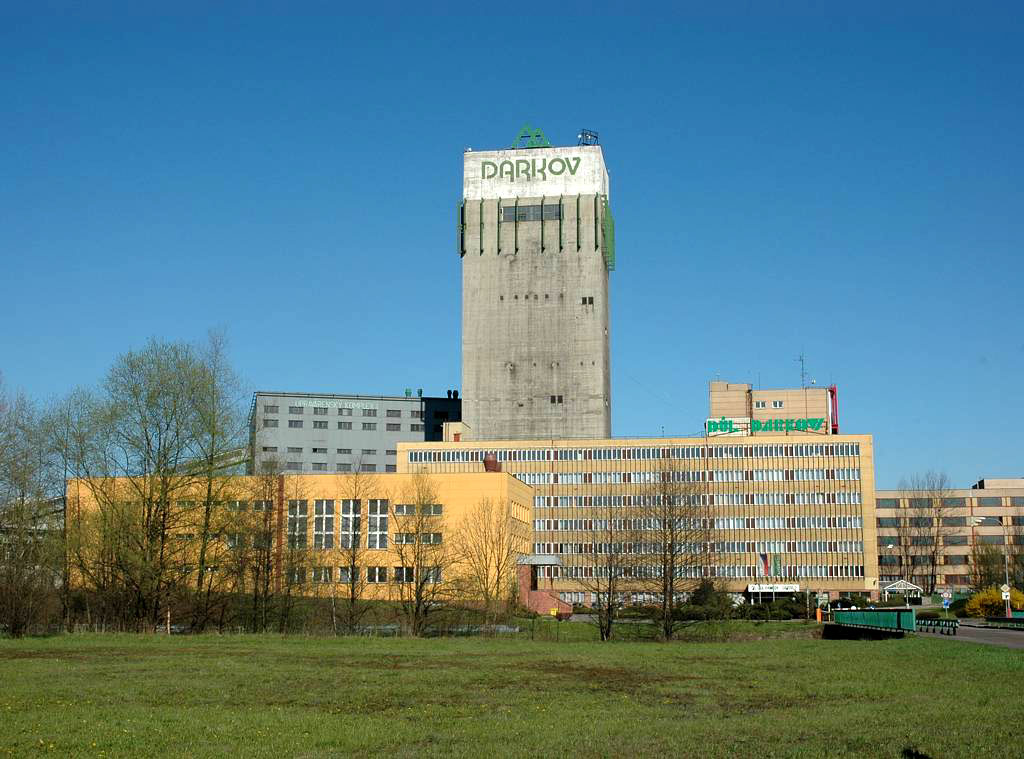
Správní budova a těžní věž dolu Darkov, současné sídlo OKD.

|                               | 2006  | 2007   | 2008   | 2009  | 2010   | 2011  | 2012>  | 2013    | 2014    | 2015   |
| ----------------------------- | ----- | ------ | ------ | ----- | ------ | ----- | ------ | ------- | ------- | ------ |
| Výnosy (mil. Kč)              |       |        |        |       |        |       | 39 839 | 31 288  | 27 418  | 24 139 |
| tržby (mil. Kč)               |       |        |        |       |        |       | 35 611 | 26 550  | 18 469  | 17 011 |
| čistý zisk (mil. Kč)          | 3 571 | 6 022  | 10 040 | 1 480 | 6 323  | 6 095 | 1 204  | -19 659 | -10 093 | -6 828 |
| vyplacená dividenda (mil. Kč) | 8 548 | 24 837 | 6 004  | 1 008 | 12 803 | 6 011 | 6 095  | 0       | 0       | 0      |
| aktiva (mil. Kč)              |       |        |        |       |        |       | 43 203 | 22 110  | 13 106  | 7 022  |

## Činnost společnosti
Společnost OKD je jediným producentem černého uhlí v České republice. Těží jej hlubinným způsobem v Ostravsko-karvinském černouhelném revíru v jižní části Hornoslezské uhelné pánve. Dobývání na Ostravsku bylo definitivně ukončeno v devadesátých letech minulého století. V současné době se těží v Moravskoslezském kraji na Karvinsku a Frýdecko-Místecku.
Ostravsko-karvinský černouhelný revír patří z hlediska náročnosti těžby k nejkomplikovanějším na světě. To je dáno geologickými podmínkami s mnoha tektonickými zlomy procházejícími jednotlivými slojemi a hloubkou, z níž je uhlí dobýváno. Průměrná hloubka dobývání zásob se v revíru nachází 930 metrů od povrchu. Nejhlubší jáma Doubrava III (Důl Karviná) měla délku 1 177 metrů a nejhlubší činné patro se nachází na Dole Paskov v absolutní hloubce 1 120 metrů od povrchu.
Roční objem produkce je přibližně 8-9 miliónů tun. Na jaře roku 2014 firma snížila odhad ekonomicky vytěžitelných zásob na 63 miliónů tun. V roce 2014 společnost těžila uhlí v devíti dobývacích prostorech na rozloze zhruba 121 km².
Společnost dobývá dva typy uhlí: energetické, které nachází využití jako palivo s vysokou výhřevností, a koksovatelné, používané pro výrobu koksu. Téměř polovina uhlí je určena pro český trh, další produkce směřuje do okolních středoevropských zemí (Slovensku, Rakousko, Polsko, Německo).
Největšími odběrateli koksovatelného uhlí jsou společnosti U. S. Steel Košice, ArcelorMittal Ostrava a Importkohle, energetické uhlí směřuje především do společností Dalkia, Novacím, Verbund a ČEZ.[zdroj?]

### Činné doly v roce 2011
V organizační struktuře OKD bylo v roce 2011 začleněno pět dolů:
- Důl ČSM – zahrnoval těžební lokality ČSM Sever a ČSM Jih, které bylyv podzemí propojeny, a úpravnu ČSM Sever. Důlní pole se nacházela na katastrech obcí Stonava, Karviná, Albrechtice a Chotěbuz. Celková rozloha důlního pole byla 22,106 km². Ukončení těžby bylo plánováno na začátek roku 2026.[24]
- Důl Karviná – vznikl 1. dubna 2008 sloučením dřívějších Dolů ČSA a Lazy do jednoho organizačního celku. Celková rozloha důlního pole, které se nacházelo na katastrech obcí Orlová a Karviná, byla 32,21 km², z toho u lokality ČSA 26,15 km² a u lokality Lazy 6,06 km².[25]
- Důl Darkov – do dubna roku 2012 zahrnoval dva závody: závod 2 a závod 9. květen, který byl k 1. dubnu 2012 zrušen a činnost byla centralizována na závod 2. Surové uhlí se zpracovávalo v nejmodernějším úpravárenském komplexu v rámci OKD. Důlní pole s rozlohou 25,9 km² zasahovalo do katastru obcí Stonava, Karviná, Horní Suchá a Albrechtice.[26]
- Důl Paskov – zahrnoval lokalitu Staříč, která byla rozdělena na Sviadnov, Staříč (sídlo vedení Dolu Paskov) a Chlebovice. Celková rozloha důlního pole byla 42,512 km².[27]
- Důl Frenštát – v lokalitě byl zaveden konzervační provoz. Celková rozloha důlního pole byla 63,172 km²

### Dceřiné společnosti
V rámci restrukturalizace byly ze skupiny OKD postupně vyčleněny společnosti, jejichž činnost přímo nesouvisí s těžbou uhlí (např. dopravní firma Advanced World Transport nebo Teplárna Dolu ČSM a další energetické provozy). V prosinci 2021 byla z OKD vyčleněna společnost HBZS, jejímž hlavním posláním je poskytování báňských záchranných služeb. Její postavení i úkoly definují Horní zákon, Vyhláška ČBÚ o báňské záchranné službě a Služební řád schválený ČBÚ – jejím vlastníkem je nově státní společnost DIAMO.
Zcela mimo skupinu spojenou s OKD již stojí například stavební firma VOKD (v září 2006 ji zakoupila firma Geofin).

### Společenská odpovědnost firmy
Těžba černého uhlí má vliv na krajinu, demografii, sociální podmínky a kvalitu životního prostředí v regionu. Společnost OKD se snaží dopady činnosti na okolní prostředí eliminovat. V roce 2014 bylo v realizaci 46 větších rekultivačních akcí, které si vyžádaly celkové náklady 331 miliónů korun. 324 milionů pocházelo z vlastních zdrojů OKD, 7 z veřejných prostředků. Od roku 1989 bylo zrekultivováno zhruba 1 985,5 hektaru krajiny.
V roce 2008 společnost založila firemní Nadaci OKD a zavázala se do ní každoročně odvádět 1 % hrubého zisku. Za dobu své existence nadace podpořila téměř 2000 projektů částkou přesahující 290 miliónů korun. Nadace OKD uvádí jako hlavní cíle své existence podporu a rozvoj duchovních hodnot, životního prostředí, vzdělání, sportovních či kulturních aktivit a oblast sociálně-zdravotních služeb. Kromě OKD a mateřské společnosti NWR jsou dárci nadace spřátelené firmy Advanced World Transport, OKK Koksovny, Green Gas DPB a společnosti v rámci skupiny RPG Real Estate.
Společnost OKD je zakládajícím členem Spolku svatá Barbora, který vznikl v roce 2004 a jehož cílem je podpora dětí, kterým zahynul jeden z rodičů na následky pracovního úrazu v dole. Cílem spolku je zabránit tomu, aby nedostatek financí osiřelé děti diskriminoval ve vzdělávání, rozvoji talentu či volnočasových aktivitách.

## Spolupráce se školami
V roce 2008 byla uzavřena smlouva o spolupráci mezi OKD a Střední školou techniky a služeb v Karviné. Došlo k obnovení hornických učebních oborů nejen v rámci Moravskoslezského kraje, ale i České republiky jako celku. Studenti jsou v průběhu studia podporováni měsíčním stipendiem 1 000 Kč, zajištěním letních brigád a vykonáváním odborné praxe na povrchových pracovištích OKD. Po ukončení školy mají zajištěno zaměstnání na některém z pracovišť OKD.[zdroj?] Na počátku roku 2011 byla uzavřena dohoda o spolupráci na obdobné bázi se Střední školou v Havířově-Šumbarku. Od školního roku 2011/2012 se zde začali ve stejných specializacích připravovat budoucí důlní elektrikáři a zámečníci. Prostřednictvím Akademie OKD firma podporuje středoškolské studenty strojírenských a elektrotechnických oborů a vysokoškoláky hornických, geologických, elektrotechnických a příbuzných oborů.

## Kontroverze
Firma vede vleklé spory s obcemi a s občany Frenštátska, kteří odmítají plány firmy na těžbu uhlí na úpatí Beskyd. Za komunistického režimu byly zahájeny přípravné práce pro těžbu v podobě vyhloubení dvou těžních jam. V 90. letech 20. století bylo rozhodnuto o zakonzervování Dolu Frenštát. S tím ale nesouhlasí samosprávy dotčených obcí, které požadují, aby Český báňský úřad zrušil rozhodnutí o konzervačním režimu, protože pro jeho naplňování jsou nutné stavby, které nemají platné povolení k provozování. Obce dále usilují o to, aby báňský úřad nařídil společnosti OKD, aby na základě projektu „Likvidace hlavních důlních děl“ z roku 2002 zasypala obě jámy dolu Frenštát.
V září 2011 ohlásila společnost OKD plán prozkoumat zásoby uhlí a plynu v okolí Frenštátu pod Radhoštěm s cílem získat nezbytné informace pro budoucí rozhodování. Podle tvrzení OKD je pro odpovědné jednání o budoucnosti dolu nutné znát objektivní údaje o stavu ložiska, a ne pouze 30 let staré odhady. Firma zároveň deklarovala, že plánovaný průzkum nebude mít žádný vliv na život lidí v okolí a na beskydskou přírodu. S tímto plánem vyjádřili nesouhlas zástupci měst a obcí (především Frenštátu pod Radhoštěm a Trojanovic), podle nichž je ložisko prozkoumáno dostatečně.
V květnu 2012 vyvolala značný mediální ohlas akce organizace Greenpeace, během níž aktivisté obsadili obě těžní věže dolu Frenštát na protest proti plánům OKD na zahájení těžby uhlí v Beskydech. Na věžích rozvinuli obří transparenty „NECHCEME BÝT UHELNÝ SKANZEN“, „ZACHRAŇME ARKTIDU! NENIČME BESKYDY!“ a „BAKALOVY ČERNÉ STAVBY“.